# Her Love Boils Bathwater
Her Love Boils Bathwater (湯を沸かすほどの熱い愛 Yu o Wakasu Hodo no Atsui Ai?) es una película dramática japonesa de 2016 dirigida por Ryōta Nakano. Fue seleccionada como la entrada japonesa a la mejor película internacional en la 90.ª edición de los Premios Óscar, pero no fue nominada.

## Sinopsis
Futaba, mientras cría sola a su hija adolescente, Azumi, es diagnosticada con cáncer terminal y se entera de que solo le quedan unos meses de vida. Decide utilizar sus últimos meses para mejorar la vida de su familia. Para hacer esto, rastrea a su esposo, Kazuhiro, quien la había dejado por otra mujer. La otra mujer, a su vez, lo había abandonado, dejándolo a cargo de una hija de 9 años, Ayuko, quien, según ella, era el resultado de una aventura de una noche años antes. Juntos, Futaba, Kazuhiro y las dos niñas reabren la casa de baños familiar, que les proporcionará una vida cómoda. Otros desafíos que enfrenta Futaba incluyen ayudar a Azumi a valerse por sí misma en la escuela y llevar a las niñas en un viaje por carretera para presentarle a Azumi a su madre biológica, Kimie, una mujer sorda que dio la dio a luz cuando solo tenía 19 años.

## Reparto
- Rie Miyazawa como Futaba Sachino;
- Hana Sugisaki como Azumi Sachino;
- Joe Odagiri como Kazuhiro Sachino;
- Tori Matsuzaka como Takumi Mukai;
- Aoi Itō como Ayuko Katase;
- Yukiko Shinohara como Kimie Sakamaki;
- Tarō Suruga como Takimoto.

## Premios y nominaciones
| Premio                               | Categoría               | Destinatario             | Resultado |
| ------------------------------------ | ----------------------- | ------------------------ | --------- |
| 41.° Hochi Film Award                | Mejor película          | Her Love Boils Bathwater | Ganadora  |
| 41.° Hochi Film Award                | Mejor actriz            | Rie Miyazawa             | Ganadora  |
| 41.° Hochi Film Award                | Mejor actriz de reparto | Hana Sugisaki            | Ganadora  |
| 41.° Hochi Film Award                | Mejor nuevo artista     | Ryōta Nakano             | Ganador   |
| 29.° Nikkan Sports Film Award        | Mejor actriz            | Rie Miyazawa             | Ganadora  |
| 59.° Blue Ribbon Awards              | Mejor actriz de reparto | Hana Sugisaki            | Ganadora  |
| 40.° Premios de la Academia Japonesa | Mejor película del año  | Her Love Boils Bathwater | Nominada  |
| 40.° Premios de la Academia Japonesa | Mejor director del año  | Ryōta Nakano             | Nominado  |
| 40.° Premios de la Academia Japonesa | Mejor guion del año     | Ryōta Nakano             | Nominado  |
| 40.° Premios de la Academia Japonesa | Mejor actriz            | Rie Miyazawa             | Ganadora  |
| 40.° Premios de la Academia Japonesa | Mejor actriz de reparto | Hana Sugisaki            | Ganadora  |
| 40.° Premios de la Academia Japonesa | Revelación del año      | Hana Sugisaki            | Ganadora  |
| 26.° Japanese Movie Critics Awards   | Mejor película          | Her Love Boils Bathwater | Ganadora  |
| 26.° Japanese Movie Critics Awards   | Mejor director          | Ryōta Nakano             | Ganador   |
| 26.° Japanese Movie Critics Awards   | Mejor actriz            | Rie Miyazawa             | Ganadora  |
| 26.° Japanese Movie Critics Awards   | Mejor actriz de reparto | Hana Sugisaki            | Ganadora  |